# Tanya McQueen
Tanya McQueen (Columbus, Texas 18 februari 1972) is een Amerikaanse televiepersoonlijkheid, ontwerpster en lerares. Ze is vooral bekend om haar rol in het team van Extreme Makeover: Home Edition. Ze maakte haar debuut bij Extreme Makeover in een oktober 2005 aflevering genaamd "The Teas Family".

## Privé
McQueen studeerde af op de Texas A&M-universiteit in de richting van onderwijs. Na haar afstuderen keerde ze terug naar Columbus, Texas om als onderwijzeres te gaan werken. Later werd ze gekozen tot de plaatselijk schooldirectrice en diende voor verschillende termijnen.
McQueen werd bij puur toeval ontdekt als ontwerpster. Ze ontwierp haar eigen huis in samenwerking met verschillende architecten en aannemers. McQueen vond het proces van ontwerpen tot bouwen zo leuk dat ze besloot om ermee verder te gaan. Met behulp van een neef, die een erkende interieurarchitect is, richtte ze het bedrijf Tattered Hydrangea op. Met dit bedrijf werden verwaarloosde huizen opgeknapt. McQueen en haar neef filmde een van hun projecten en stuurden de band op naar de televisieserie Property Ladder. Uit alle inzendingen werd uiteindelijk hun band uitgekozen en werd in 2005 uitgezonden. Toen de producers van de ABC-serie Extreme Makeover: Home Edition de uitzending zagen, wilden ze McQueen in hun team hebben. Ze werd benaderd en uitgekozen vanwege haar unieke ontwerp, haar wil en haar passie om alles te doen voor haar ontwerpen.
In 2008 verliet McQueen het team van Extreme Makeover en in 2009 presenteerde ze het programma Hitched or Ditched voor zes afleveringen. Daarna werd de serie stopgezet vanwege de te lage kijkcijfers.

## Televisie
- Property Ladder (2005)
- Extreme Makeover Home Edition (2005-2008)
- Hitched or Ditched (2009)